# Detto, fatto.
Detto, fatto. è un EP dei rapper italiani Gemitaiz e MadMan, pubblicato il 30 novembre 2012 dalla Honiro Label.

## Descrizione
Detto, fatto. è la prima pubblicazione ufficiale dei due rapper, nonché il secondo disco pubblicato dai due dopo il mixtape Haterproof (2011). L'EP è costituito da sette brani, tra cui Antidoping, realizzato insieme al rapper Ensi.

## Tracce
Testi di Davide De Luca e Pierfrancesco Botrugno.
1. Detto, fatto. (prd. Shablo & DJ Nais) – 3:28
2. G.A.R.M. (prd. Denny the Cool) – 3:21
3. Terra/Luna (prd. Ombra) – 3:56
4. Antidoping (ft. Ensi) (prd. DJ 2P) – 3:56
5. Non cambio mai (prd. Don Joe) – 2:56
6. Sempre le 4 (prd. Don Joe) – 3:28
7. Baci al cianuro (prd. PK) – 3:25

Tracce bonus nella versione CD
1. Veleno Pt. 3 (Boss Doms Rmx) – 3:34
2. La risposta (The Strangers Rmx) – 3:15
3. Haterproof (Goldentrash & Lumberjacks Rmx) – 3:30

## Formazione
Musicisti
- Gemitaiz – voce
- MadMan – voce
- Ensi – voce aggiuntiva (traccia 4)

Produzione
- Shablo, DJ Nais – produzione (traccia 1)
- Denny the Cool – produzione (traccia 2)
- Ombra – produzione (traccia 3)
- DJ 2P – produzione (traccia 4)
- Don Joe – produzione (tracce 5–6)
- PK – produzione (traccia 7)

## Classifiche
| Classifica (2012) | Posizione massima |
| ----------------- | ----------------- |
| Italia            | 24                |